# 리즈카이
리즈카이(중국어 정체자: 李智凱, 간체자: 李智凯, 병음: Lǐ Zhìkǎi, 한자음: 이지개, 1996년 4월 3일~)는 대만의 체조 선수로 2020년 하계 올림픽 남자 안마 종목에서 은메달을 획득했다. 또한 세계 선수권 대회에서 안마 종목 은메달 1개(2019), 동메달 1개(2018)를 획득했으며 아시안 게임 안마 종목 두 대회 연속으로 우승을 차지했다.